# Mätstrip
Mätstrip är ett inlagt mätfält på ett tryckark, inlagt utanför trycksakens färdiga mått och som används för att kontrollera olika parametrar i en tryckpress.